# 50 Cent
Curtis James Jackson III, mais conhecido pelo seu nome artístico 50 Cent (Nova Iorque, 6 de julho de 1975), é um rapper, compositor, ator, diretor, roteirista e empresário norte-americano. Ficou conhecido com o lançamento dos álbuns Get Rich or Die Tryin' (2003) e The Massacre (2005). Get Rich or Die Tryin' obteve a certificação de platina seis vezes pela RIAA e vendeu cerca de 13 milhões de cópias em todo o mundo. Seu disco The Massacre foi certificado cinco vezes pela RIAA e vendeu 11 milhões de cópias.
Nascido em South Jamaica, Queens, Jackson iniciou no tráfico de droga com onze anos, durante a epidemia do crack da década de 1980. Depois de deixar o tráfico de drogas para começar uma carreira no rap, ele foi baleado por nove tiros durante um incidente em 2000, depois de tal acontecimento Jackson recebeu uma operação médica de alto risco, apesar que isso indicaria que o atirador era alguém a quem Jackson estava devendo dinheiro por drogas. Após o lançamento do álbum Guess Who's Back?, Jackson foi descoberto pelo rapper Eminem e assinou contrato com a Interscope Records. Com ajuda de Eminem e de Dr. Dre, que produziu o seu primeiro maior sucesso comercial, 50 Cent tornou-se um dos rappers com mais vendas no planeta. Em 2003, fundou a G-Unit Records, com seus parceiros do grupo G-Unit: Tony Yayo, Young Buck e Lloyd Banks.
50 Cent envolveu-se em várias brigas e discussões com outros rappers, incluindo Ja Rule, Fat Joe, Jadakiss, Cam'ron, Rick Ross e os ex-membros do G-Unit The Game e Young Buck. Ele também prosseguiu na carreira de ator, atuando no filme semi-autobiográfico Fique Rico ou Morra Tentando, em 2005, A Volta dos Bravos, em 2006, e As Duas Faces da Lei, em 2008; e em 2012, participou de um episódio do spin-off da série Bones, The Finder. Nesse ano, sua fortuna foi acrescida em 150 milhões de dólares, o que faz ele ser considerado o rapper mais bem-sucedido financeiramente daquele ano. Em 2009, 50 Cent foi escolhido como o sexto melhor artista da década e o sexto mais bem-sucedido entre 2000-2009 pela revista estadunidense Billboard. A Billboard também o nomeou como o melhor rapper deste período.

## Biografia

### Infância e juventude
Curtis Jackson III cresceu no bairro do Brooklyn, Queens, na cidade de New York, sem a presença do pai e de seu irmão, somente com a companhia de sua mãe, Sabrina, que era traficante de cocaína na região. Ela deu à luz ao Curtis com apenas quinze anos e acabou sendo assassinada em 1983, quando ele estava com a idade de oito anos. Sabrina ficou inconsciente após colocarem drogas em sua bebida, e teve o gás de seu apartamento ligado e as janelas fechadas. Após seu falecimento, Curtis foi levado para morar na casa dos avós junto com outros oito tios e tias. Ele relembra: "Minha avó me disse: 'Sua mãe não virá para casa. Ela não irá voltar para buscá-lo. Você vai ficar com a gente agora.' A partir deste momento eu comecei a me adaptar um pouco mais com as ruas."
Jackson começou a lutar boxe por volta dos onze anos. Aos quatorze, um vizinho abriu uma academia de boxe para as crianças e adolescentes da localidade. "Quando eu não estava matando tempo na escola, estava lutando no ginásio ou vendendo crack na esquina", afirma. Em meados da década de 1980, ele competiu nas Olimpíadas Júnior como um pugilista amador. Ele relata: "Eu era competitivo no ringue, e o hip hop também é competitivo demais… Acho que os rappers em si tem um pouco de boxeadores, pois todos eles querem sentir como é ser campeão". Com doze anos, Jackson começou a participar do tráfico de narcóticos enquanto seus avós pensavam que ele estava em um programa da escola. Ele levava o dinheiro das vendas e também armas para a escola. No décimo grau, foi pego em um detector de metal na Andrew Jackson High School. Declarou, mais tarde: "Eu estava envergonhado pois fui preso assim… Depois que eu fui preso, parei de esconder. Eu falava abertamente para a minha avó 'Eu vou vender drogas'".
Em 29 de junho de 1994, Jackson foi preso por ajudar a vender quatro frascos de cocaína a um policial disfarçado. Ele foi detido novamente três semanas depois, quando a polícia vasculhou sua residência e encontrou heroína, pedras de crack e uma arma de partida. Ele foi sentenciado de três a nove anos de prisão, mas serviu seis meses em um acampamento policial e foi liberado. Jackson afirma que nunca fez uso da cocaína, somente a vendeu. Adotou o apelido de "50 Cent" como referência a Kelvin Martin, um assaltante do Brooklyn também conhecido pela alcunha de "50 Cent". Jackson escolheu este nome "porque ele diz tudo que eu quero dizer. Eu sou o mesmo tipo de pessoa que 50 Cent foi. Eu providencio para mim tudo o que necessito."

## Carreira

### 1996-2000: Início de trabalho
Jackson começou a cantar rap no porão de um amigo que usava turntables para gravar músicas instrumentais. Em 1996, um amigo o apresentou a Jam Master Jay, DJ do Run-D.M.C., o qual estava organizando sua gravadora, a Jam Master Jay Records. A primeira aparição oficial de Jackson no meio da música foi na canção React, com o grupo Onyx, no álbum Shut 'Em Down, de 1998. Ele creditou Jay como a principal influência para escrever bons raps. Jay produziu o primeiro álbum de 50 Cent, que no entanto nunca foi lançado. Em 1999, após sair da Jam Master Jay Records, produtores destacados no ramo musical o convidaram para fazer parte da Columbia Records. Eles o colocaram em um estúdio no noroeste de Nova Iorque, onde Jackson gravou trinta e seis músicas em duas semanas. Oito delas foram incluídas no seu não-oficial álbum Power of the Dollar, lançado em 2000. Ele começou a agora extinta gravadora Hollow Point Entertainment com seu amigo de G-Unit, Bang 'Em Smurf.

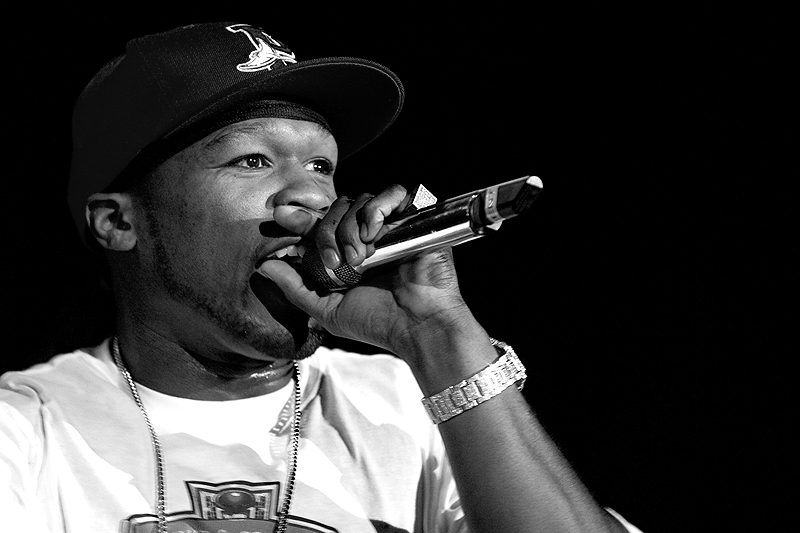
50 Cent em 2007.

A popularidade de Jackson começou a aumentar consideravelmente após o lançamento de seu primeiro single, How to Rob, o qual escreveu em meia hora enquanto se dirigia ao estúdio. A música explica comicamente como roubar os famosos. Os rappers Jay-Z, Kurupt, Sticky Fingaz, Big Pun, DMX, Wyclef Jean e o Wu-Tang Clan responderam a canção e Nas recebeu ela positivamente, convidando Jackson a participar de sua turnê promocional do álbum Nastradamus. O single foi programado para ser lançado junto com Thug Love, do grupo Destiny's Child, mas dois dias antes dele gravar o videoclipe de "Thug Love" acabou sendo baleado e foi internado no hospital devido aos ferimentos.

### 2000-2001: Tiroteio
Em 24 de maio de 2000, Jackson foi atacado por um pistoleiro, acusado de ser Darryl "Hommo" Baum na casa antiga de seus avôs em South Jamaica. Ele entrou no carro de um amigo, mas voltou a residência para pegar uma joia. Seu filho estava dentro de casa enquanto sua avó estava no quintal da frente. Após voltar para o banco de trás do carro, outro veículo parou perto. Um assaltante, em seguida, caminhou até o lado esquerdo de Jackson com uma pistola 9mm e disparou nove tiros á queima-roupa. Ele foi acertado por todos os tiros: um na mão, um no braço, um no quadril, um em cada perna, um no tórax e outro na bochecha esquerda. O tiro no rosto resultou em uma língua inchada, a perda de um dos sisos e uma pequena mudança na voz de 50 Cent. O seu amigo também foi atingido por um projétil na mão; ambos foram levados ao hospital onde Jackson passou treze dias. Baum, o alegado atirador, foi assassinado três semanas depois. Baum era amigo e guarda-costas do lutador Mike Tyson.
50 Cent lembrou do incidente, dizendo: "Isso acontece tão rápido que você não tem sequer chance de atirar de volta… Eu estava com medo o tempo inteiro e olhava no retrovisor e falava 'Merda, alguém atirou na minha cara!'" Usou um andador durante as primeiras seis semanas, e após cinco meses já estava totalmente recuperado. Quando saiu do hospital, foi com sua então namorada e seu filho para as montanhas de Poconos. O regime e exercícios realizados por 50 Cent lhe fizeram recuperar o físico muscular.

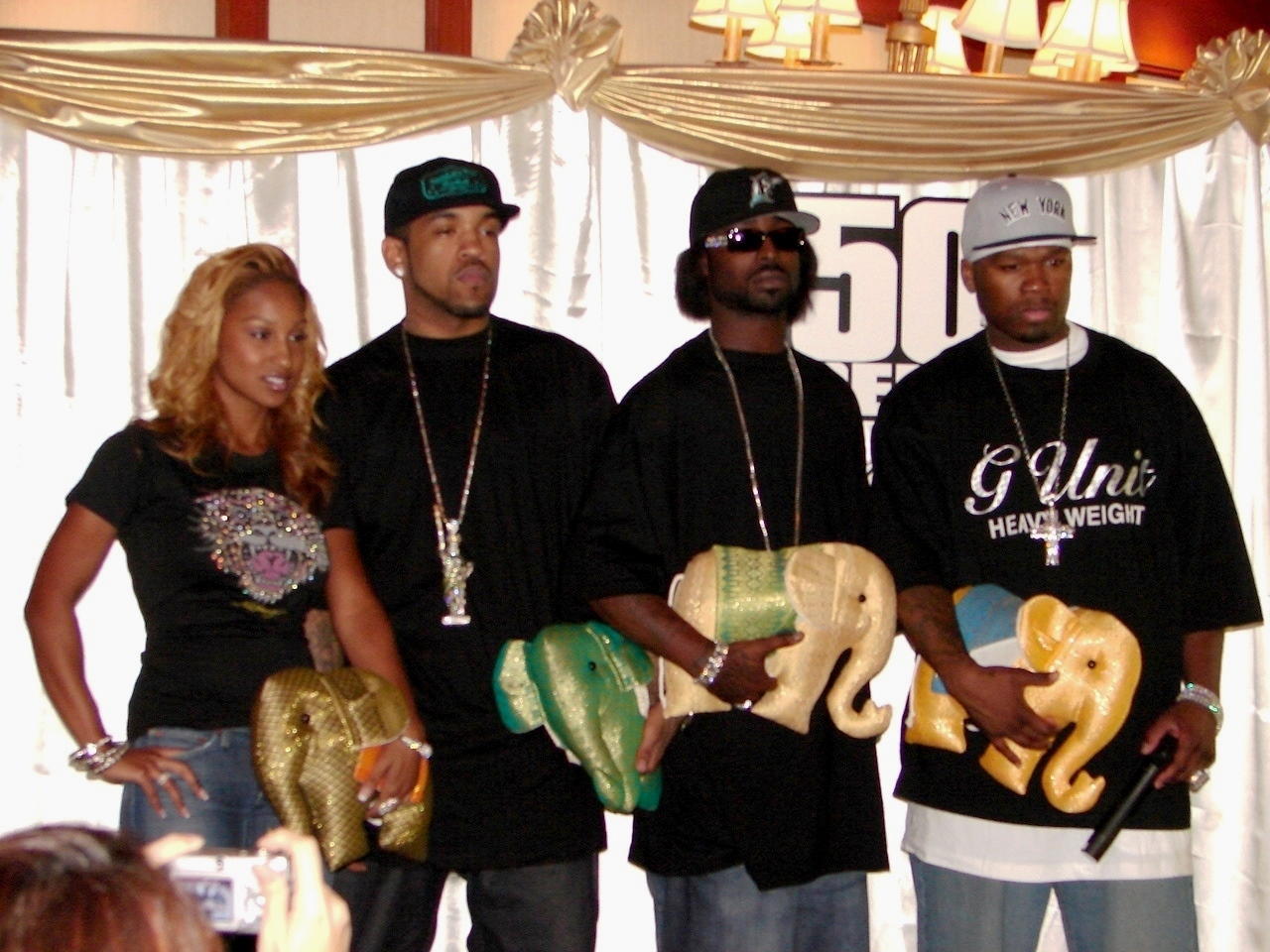
G-Unit em apresentação na Tailândia em 2006.
Da esquerda para a direita para a direita: Olivia, Lloyd Banks, Young Buck e 50 Cent.

Enquanto estava no hospital, ele assinou contrato com a Columbia Records, mas este acabou sendo retirado após 50 Cent compor a música "Ghetto Qu'ran". Incapaz de encontrar um estúdio para trabalhar nos Estados Unidos, Jackson foi para o Canadá. Junto com seu parceiro de negócios Sha Money XL, 50 Cent gravou mais de trinta músicas para mixtapes com o propósito de aumentar a sua reputação. E isto aconteceu, sendo que em 2002, ocorreu o lançamento da mixtape Guess Who's Back?. Agora com maior popularidade e apoiado pelo grupo G-Unit, ele lançou mais um álbum, 50 Cent Is the Future.

### 2002-2009: Ascensão à fama
Em 2002, Eminem ouviu uma cópia do CD Guess Who's Back?, entregue através do advogado de 50 Cent para o seu gerente. Impressionado com o álbum, Eminem convidou Jackson para voar até Los Angeles, onde foi apresentado ao produtor e rapper Dr. Dre. Após assinar um contrato recorde no valor de US$ 1 milhão, 50 Cent lançou outra mixtape: No Mercy, No Fear. Ela destacou uma faixa nova, "Wanksta", a qual foi incluída na trilha sonora do filme 8 Mile.
Em fevereiro de 2003, 50 Cent lançou seu primeiro álbum comercial, Get Rich or Die Tryin'. A Allmusic o descreveu como "provavelmente o melhor álbum de estreia de um rapper na década". A Rolling Stone também o classificou positivamente, com sintetizadores adequados, um flow sereno e um ritmo similar ao funk dos anos 1960. O álbum estreou na primeira posição da Billboard 200, vendendo 872 mil cópias nos quatro primeiros dias. O principal e primeiro single, In da Club quebrou os recorde como a canção mais ouvida na Billboard de todos os tempos em apenas uma semana.
A Interscope concedeu a 50 Cent sua própria gravadora, a G-Unit Records. Ela foi formada originalmente por Cent, Lloyd Banks, Tony Yayo e Young Buck, os membros originais do G-Unit. Em março de 2005, Jackson lançou o seu segundo álbum de estúdio, intitulado The Massacre, o qual vendeu 1,14 milhões de cópias nos quatro primeiros dias (sendo o número mais alto em um ciclo de vendas abreviado) e ficou na primeira posição da Billboard 200 por seis semanas. Ele se tornou o primeiro artista a ter três singles no top cinco da Billboard na mesma semana com "Candy Shop", "Disco Inferno" e "How We Do". A Rolling Stone notou que "a principal arma de 50 é a sua voz, implantando uma sonoridade semelhante a um tenor amador na maioria das canções".

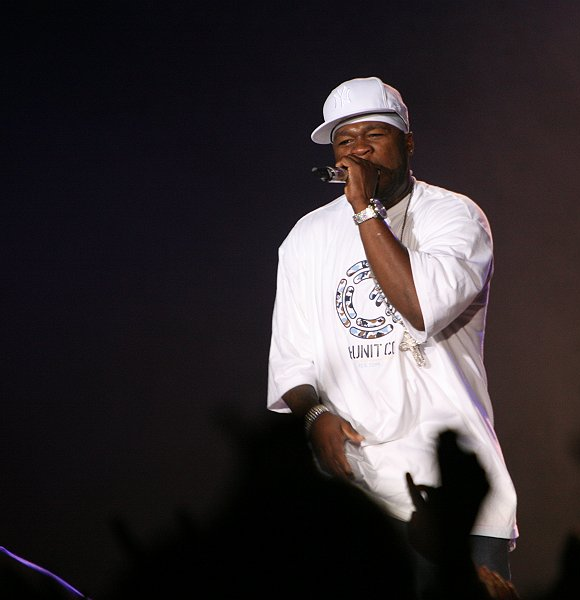
50 Cent em um show em 2009.

Após uma discussão com Game, 50 Cent convidou Olivia e o tradicional grupo Mobb Deep para entrarem na G-Unit Records, e ambos aceitaram. Spider Loc, M.O.P., 40 Glocc e Young Hot Rod ingressaram posteriormente. Jackson demonstrou interesse em trabalhar com rappers que não pertenciam ao G-Unit, como Lil' Scrappy da BME, LL Cool J da Def Jam, Mase da Bad Boy Records e Freeway da Roc-A-Fella, os quais gravaram com ele. Em setembro de 2007, 50 Cent lançou seu terceiro álbum de estúdio oficial, chamado Curtis, o qual foi inspirado no que aconteceu antes do lançamento de Get Rich or Die Tryin'. Ele estreou na segunda posição da Billboard 200, vendendo 691 mil unidades na primeira semana, permanecendo atrás de Graduation, de Kanye West, com quem disputou a liderança das vendas, já que os dois discos foram lançados no mesmo dia.
Em 10 de setembro de 2008 ele confirmou no programa Total Request Live da MTV o lançamento do seu quarto álbum de estúdio, Before I Self Destruct: "Ele já está pronto e será lançado em novembro". Em 5 de janeiro de 2009, lançou o primeiro single deste, I Get It In, o qual foi produzido por Dr. Dre. A lista oficial das músicas que estariam presentes foi divulgada no mesmo dia. Em 3 de setembro, Jackson lançou o vídeo da música "Flight 187", a qual introduzia sua nova mixtape. Este ascendeu a rivalidade que há entre 50 Cent e Jay-Z. O álbum foi oficialmente lançado nos Estados Unidos em 9 de novembro de 2009.

### 2010-presente: Novo estilo

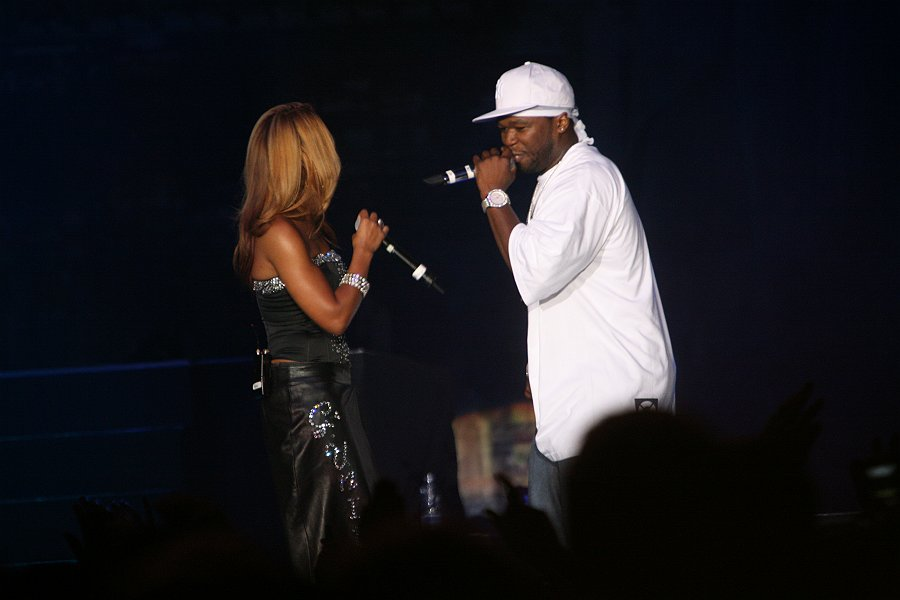
50 Cent com Olivia em 2009.

50 Cent anunciou em uma entrevista ao site ContactMusic que estaria no trabalho de um novo álbum, chamado Black Magic, inspirado nas discotecas da Europa, pertencendo ao estilo musical conhecido como eurodance. Para isto ele comunicou sua primeira turnê da carreira em 21 de abril, a The Invitation Tour, que começou no fim de maio. Pouco tempo depois, o artista anunciou que desistiu da ideia porque as letras até então escritas não se encaixavam no quesito de Black Magic (que em português significa Magia negra). Também confirmou que está trabalhando em um quinto álbum de estúdio, Street King Immortal.
Em maio de 2010, 50 Cent se apresentou à imprensa 25 quilos mais magro, para viver um jogador de futebol com câncer no filme Things Fall Apart. No dia 3 de setembro, o rapper mostrou apoio a seu antigo mentor Eminem, e apareceu na turnê "Home & Home Tour", de Eminem e Jay-Z, onde cantou hits como "Crack a Bottle", e apareceu junto com Dr. Dre, desmentindo boatos de que 50 não trabalhava mais com o produtor Dre. 50 Cent fez uma participação especial no novo álbum de Michael Jackson, chamado Michael, na canção "Monster"(Que foi um ponto baixo, já que a música mais tarde foi-se provada falsa, não são os vocais de Jackson, é cantada por Jason Malachi) .
Em 2014 , 50 Cent lançou o álbum "Animal Ambition" e também reuniu a G-unit.

## Projetos fora da música
Jackson também atua em diversos campos fora da música. Em novembro de 2003, ele assinou um contrato de cinco anos com a Reebok para distribuir um novo tipo de tênis da sua companhia de moda, intitulado "G-Unit Sneakers". Ele apareceu como dublador e protagonista do jogo 50 Cent: Bulletproof, o qual foi lançado para PlayStation Portable, Xbox e PlayStation 2. A sequência deste jogo, 50 Cent: Blood on the Sand, foi lançada no início de 2009. 50 Cent trabalhou com a Glacéau para criar uma bebida energética chamada "Formula 50". Em 2007, a Glacéau foi comprada pela Coca-Cola por 4,1 bilhões de dólares. A Forbes estima que a participação de Jackson na empresa fez com que ele arrecadasse cerca de US$ 100 milhões com os impostos. 50 Cent se uniu com a marca Right Guard para lançar um perfume chamado Pure 50 RGX Body Spray e um preservativo conhecido como Magic Stick Condoms, sendo que ele doou parte do dinheiro arrecadado para tratamento do HIV. Ele também assinou um contrato plurianual com a Steiner Sports para doar toda as suas memorabílias.

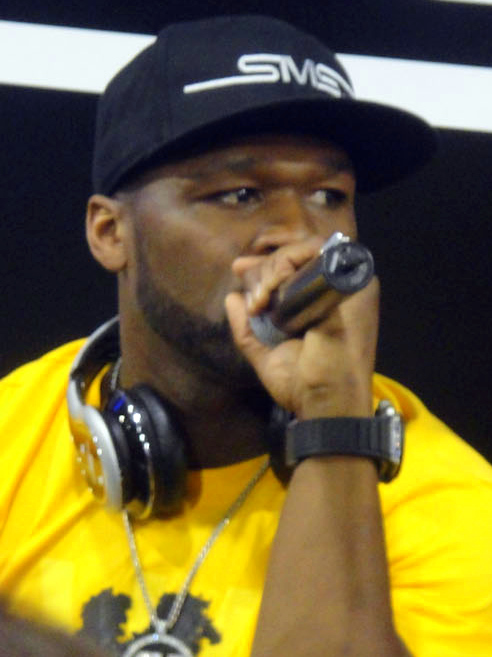
50 Cent em 2012

Em 2005, 50 Cent fez uma aparição no episódio "Pranksta Rap" da série Os Simpsons, onde ele falava de seus problemas jurídicos. Neste mesmo ano, ele estrelou ao lado de Terrence Howard seu filme semi-autobiográfico, Get Rich or Die Tryin'. Ele também atuou em Home of the Brave, de 2006, onde viveu o papel de um soldado americano que retornava da Guerra do Iraque traumatizado por assassinar uma mulher iraquiana. Além disso, em 2008 no filme Righteous Kill ele fez o papel de um lutador que está na Prisão de Angola; onde contracena com Nicolas Cage, Al Pacino e Robert De Niro. Ele iniciou duas companhias de filmes: a G-Unit Films em 2003, a qual foi substituída pela Cheetah Vision em 2008. Em agosto de 2007, 50 Cent manifestou interesse em criar uma empresa de suplemento alimentar junto com o seu filme Spectacular Regret.
Em agosto de 2005, pouco tempo antes de atuar em Get Rich or Die Tryin', 50 Cent lançou sua autobiografia intitulada From Pieces to Weight: Once upon a Time in Southside Queens. Nele, Jackson explora as forças culturais e econômicas que levam ele a vender cocaína e crack, detalhes sobre como é a vida de um traficante de drogas, e em seguida, como um rapper; e ele também reflete seus atos e pensamentos sobre a sociedade e o mundo que vive. Em 4 de janeiro de 2007, 50 Cent lançou sua própria marca produtora de livros, a G-Unit Books no Time Warner Center. Ele também co-escreveu The Ski Mask Way, uma novela que conta sobre um traficante de drogas que em pouco tempo tenta roubar seus patrões. Está para ser transformada em um filme. Jackson afirmou que leu o livro The 33 Strategies of War de Robert Greene, inspirando-o a fazer o best-seller The 50th Law, uma versão urbana de The 48 Laws of Power. Em maio de 2009, ele iniciou um reality show na MTV chamado 50 Cent: The Money and the Power, onde o vencedor do programa, Ryan, ganhou US$ 100 000 para investir em negócios.

## Vida pessoal

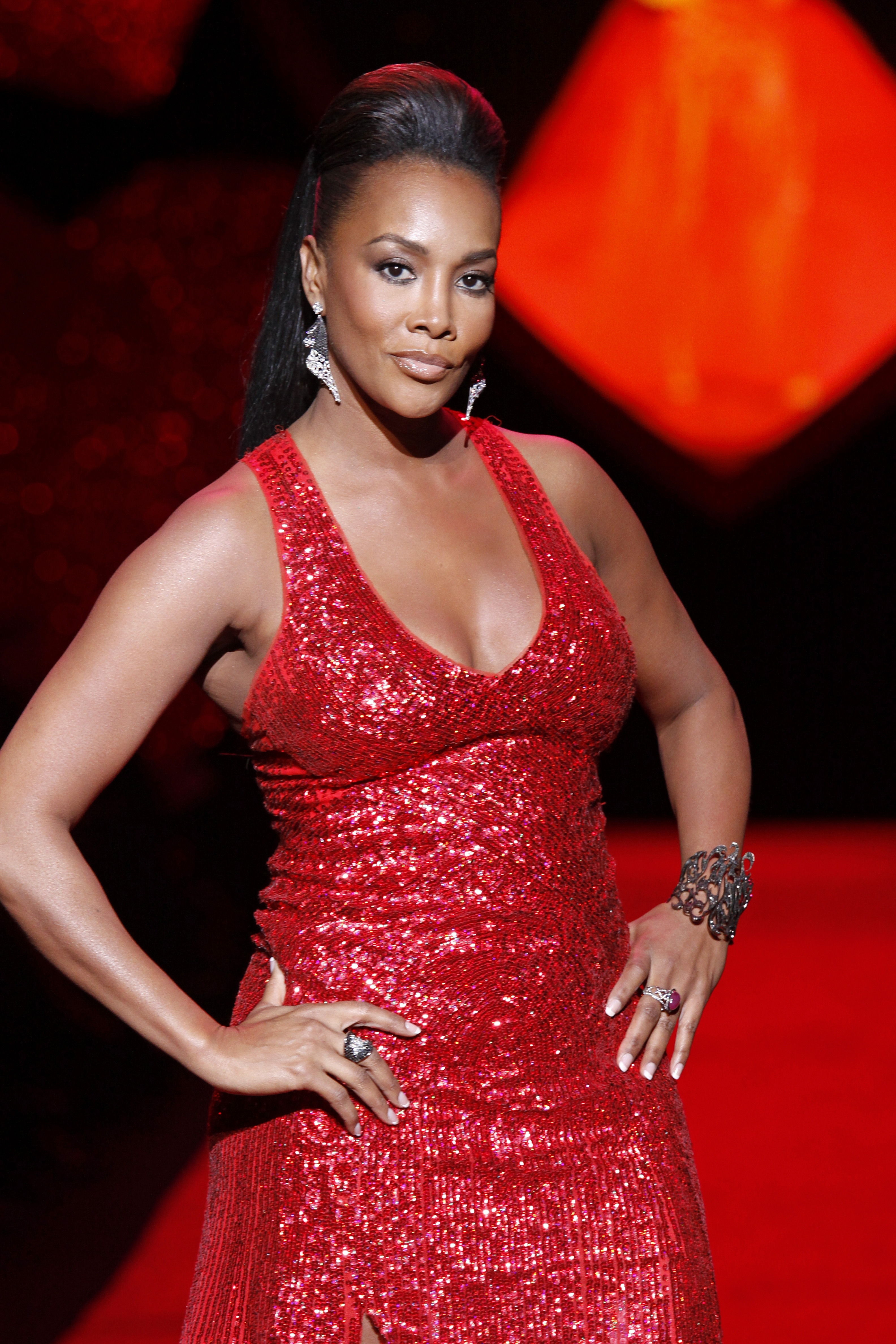
Vivica A. Fox, atriz estadunidense que teve um caso com o músico em 2003.

Em 13 de outubro de 1997, a então namorada de Jackson Shaniqua Tompkins deu à luz seu primeiro filho, Marquise Jackson. O nascimento do filho de Jackson mudou toda a sua vida, conforme ele mesmo declarou: "quando meu filho entrou na minha vida, minhas prioridades mudaram, porque eu queria ter o relacionamento com ele que eu não tive com meu pai". Ele credita seu filho como o inspirador para prosseguir na carreira do rap, e é uma motivação "para entrar em uma direção diferente". Tompkins mais tarde processou 50 Cent no valor de US$ 50 milhões alegando que ele disse que iria cuidar da sua vida. O processo, que incluía quinze reivindicações de Shaniqua, foi posteriormente indeferido pelo juiz, o qual alegou que esta era "um conto infeliz de um relacionamento amargo e azedo". Em fevereiro de 2009, o pedido foi cancelado por ser considerado uma apelação.
Jackson possui uma tatuagem de "Marquise" com um machado no seu bíceps direito. Ele explica: "O machado é porque eu sou um guerreiro. No entanto, eu não quero que ele seja um". Ele ainda possui outras tatuagens, com o texto de "50", "Southside" e "Cold World" em suas costas, porque "eu me considero um produto deste lugar. Está nas minhas costas, portanto, isso tudo está atrás de mim". 50 Cent teve um caso em 2003 com a atriz Vivica A. Fox. Depois de alguns meses, ele anunciou sua separação quando imagens de um ensaio fotográfico que ela fez para a revista "Today's Black Woman" foram feitas sem conhecimento de Jackson.
Em 2005, 50 Cent manifestou apoio ao presidente George W. Bush, que havia sido criticado pelo também rapper Kanye West pela demora na ajuda as vítimas do Furacão Katrina. Ele alegou que Bush estava certo e que, se pudesse votar, teria dado o voto a ele. Mais tarde, ele afirmou que "Bush tem menos compaixão que metade dos seres humanos. Em todos os meios, eu não tenho nada parecido com o que Bush é". Em 2007, a Forbes reconheceu a riqueza de 50 Cent, colocando-o como o segundo rapper mais rico do mundo, atrás somente de Jay-Z.
Residiu em uma mansão na cidade Farmington, Connecticut, que anteriormente pertencia ao ex-boxeador Mike Tyson. Jackson a colocou em venda no ano de 2007 sob o valor de US$ 18,5 milhões, para morar mais perto de seu filho que reside em Long Island. Em 12 de outubro de 2007, o prefeito de Bridgeport decretou o "Dia de Curtis Jackson - 50 Cent". Ele foi homenageado com a chave da cidade e uma proclamação oficial. Uma das casas que 50 Cent comprou em Nova Iorque por 2,4 milhões de dólares em janeiro de 2007 no centro do processo movido pela sua ex-namorada, pegou fogo em 31 de maio de 2008, enquanto ele estava em Louisiana gravando cenas de um filme.
Em dezembro de 2008, 50 Cent afirmou à imprensa canadense que havia sido afetado pela recessão, perdendo milhões de dólares no mercado de ações. Ele também disse que foi incapaz de vender a sua mansão em Connecticut e adiou Before I Self-Destruct pela crise econômica. Em novembro de 2009, ele ganhou uma ação judicial contra a Taco Bell, que havia criado uma cadeia de fast-food com o seu nome para promover a marca sem a sua devida permissão.
Em dezembro de 2010, 50 Cent foi processado por Tyrone Simmons por violação dos direitos autorais na canção "I Get Money", que apareceu no álbum Curtis.

## Controvérsias

### How to Rob
50 Cent disse que o single How to Rob deveria ser entendido como uma piada e não uma ameaça a ninguém. No entanto, vários rappers que se sentiram ofendidos com a música responderam com novas gravações:
| Rapper        | Canção                      | Trecho | Ref     |
| ------------- | --------------------------- | --- | ------- |
| Jay-Z         | It's Hot (Some Like It Hot) | "Go against Jigga yo' ass is dense / I'm about a dollar, what the fuck is 50 Cents?" | [ 102 ] |
| Sticky Fingaz | Jackin' for Beats           | "The real 50 from Brooklyn god bless he got outed / You just a fake clown who front and rout about it." | [ 103 ] |
| Big Pun       | My Turn                     | "And to the 50 Cent Rapper, very funny -- get your nut off, 'cuz in real life, we all know I'd blow your motherfucking head off…If I'm gonna write a song, it'll be about how I had to beat your mothafuckin' ass. And that'll be the name of the motherfucker: 'That's Why I Had To Beat Your Motherfucking Ass', featuring Tony Sunshine." | [ 104 ] |
| Kurupt        | Callin' Out Names           | "Now it's 50 mc's that ain't worth shit / Get ya ass kicked 50 times, beat to 10 cent" | [ 105 ] |
| Wyclef Jean   | Low Income                  | "I stay so hungry that if 50 Cent came to rob me / he'd be part of my charity." | [ 106 ] |

### Ja Rule e Murder Inc.
Antes de assinar com a Interscope, 50 Cent se envolveu em uma rivalidade com Ja Rule e a sua gravadora, Murder Inc., que foi bastante divulgada pelos veículos de mídia dos Estados Unidos. Existem muitas teorias sobre como começou a briga entre os dois rappers. 50 Cent afirmou que tudo começou em 2000, quando um amigo seu furtou um medalhão de Ja Rule. No entanto, Ja Rule alegou que tudo começou porque ele estava gravando um videoclipe no Queens com a participação de seus amigos e era "muito adorado" no bairro. Em março de 2000, enquanto estava gravando no estúdio The Hit Factory em Nova Iorque, 50 Cent foi atacado por três homens que ele disse serem contratados da Murder Inc. Ele foi atacado por diversas punhaladas, tendo ido parar no hospital logo depois. O rapper Black Child, que gravou diversos singles junto a Ja Rule, reivindicou a responsabilidade pelo esfaqueamento, alegando que agiu em legítima defesa pois acreditava que alguém estava armado.
Um depoimento de um agente da IRS sugeriu que a Murder Inc. possuía ligações com Kenneth McGriff, traficante de drogas da região que é suspeito de estar envolvido no assassinato de Jam Master Jay e dos nove tiros recebidos por Jackson. Um dos principais trechos do depoimento é esse:
| “ | A investigação descobriu uma conspiração envolvendo McGriff e outros traficantes da região para assassinar um artista de rap que lançasse músicas com letras sobre atividades criminosas de McGriff. Este artista de rap, 50 Cent, foi baleado em 2000, sobreviveu e depois se recusou a cooperar com a aplicação da lei sobre o tiroteio. As mensagens transmitidas por um pager da Murder Inc. indicam que McGriff está envolvido em um plano para assassinar 50 Cent, e que ele se comunica com funcionários da Murder Inc. em relação à isto. | ” |

A excessiva troca de insultos através de canções de ambas as partes culminou em Ja Rule lançar Blood in My Eye, um álbum que tinha como único objetivo atacar 50 Cent, Eminem e Dr. Dre. Ja Rule, posteriormente tentou encerrar com a rivalidade usando o ministro Louis Farrakhan em uma entrevista televisiva. No entanto, esta tentativa perdeu toda a credibilidade pois foi colocada no ar um dia antes do lançamento de Blood in My Eye. Como resultado, a maioria dos fãs, juntamente com Jackson, considerou isto uma tentativa de publicidade descarada.
Ja Rule posteriormente lançou R.U.L.E., álbum que teve dois singles que alcançaram um sucesso considerável, "Wonderful" e, "New York", com a participação especial de Jadakiss e Fat Joe, onde ele ameaça atirar em 50 Cent caso ele lhe difamar. O single foi feito para reviver a disputa entre os dois renomados rappers, mas Eminem lançou uma canção chamada "Like Toy Soldiers", onde ele explana suas recentes rivalidades com os artistas Ja Rule e Benzino, e sugere uma trégua para elas. Mas no ano seguinte, em 2005, a briga ressurge com uma afirmação de Ja Rule: "50 Cent é uma farsa e não vai durar". Um amigo de Eminem estava provocando Rule em uma boate e este acabou lhe desferindo um soco, e foi indenizado em US$ 1,2 mil.
A discussão continuou com provocações esporádicas de ambos os rappers, mas em 2009 Ja Rule elogiou 50 Cent e Eminem, sugerindo um final para esta rivalidade, que já vinha sendo considerada "infantil" pelos fãs dos dois.

### Rappers de Nova Iorque
Antes de lançar o álbum The Massacre, 50 Cent gravou a canção "Piggy Bank", uma resposta à canção "New York", de Ja Rule, que vazou na internet antes do lançamento do álbum. Nesta canção, 50 Cent atacou os rappers nova-iorquinos Fat Joe, Nas e Jadakiss. Joe respondeu a música com "My Fofo", onde ele acusou Jackson de utilizar esteroides, esconder-se em sua casa e ter ciúmes de Game. Jadakiss também respondeu com a canção "Checkmate", onde ele acusou 50 Cent de criar um rumor para promover seu novo álbum. O videoclipe de "Piggy Bank" retrata caricaturas animadas de Jadakiss (como uma Tartaruga Ninja), Fat Joe (como um lutador peso-pesado de boxe que é nocauteado), Nas (como uma criança que persegue um caminhão de milkshake vestido de Super-Homem) e The Game (como Mr. Potato Head). Kelis, cantora de R&B e esposa de Nas também respondeu a "Piggy Bank" com o single Bossy.
Jackson também falou negativamente de Sean "Diddy" Combs, magnata da Bad Boy Entertainment e gravou uma música, "Hip Hop", onde ele revela o motivo dos seus sentimentos negativos: em primeiro lugar, uma disputa sobre o contrato de Mase. Na canção, ele deixou implícito que Diddy sabia sobre o assassinato de Notorious BIG e ameaçou denunciá-lo através de ex-associados. A rivalidade foi resolvida, com ambos os rappers aparecendo nos programas Total Request Live e Sucker Free, da MTV, onde não foi constatado um problema maior.
Em 1 de fevereiro de 2007, 50 Cent e Cam'ron tiveram uma discussão ao vivo no programa The Angie Martinez Show da emissora de rádio Hot 97. 50 Cent comentou que a Koch Entertainment era um "cemitério", sendo que as maiores gravadoras não trabalhavam com os artistas que passavam por lá. Cam'ron, por sua vez, ridicularizou o recorde de vendas de Lloyd Banks e Mobb Deep, ambos da G-Unit, afirmando que Jim Jones, seu companheiro no grupo The Diplomats, vendia os discos para outras gravadoras. Ambos os cantores lançaram canções no estilo "diss" com videoclipes no YouTube. 50 Cent sugeriu em "Funeral Music" que Cam'ron não é capaz de liderar o The Diplomats e que Jim Jones deveria tomar o seu lugar. Cam'ron respondeu com "Curtis" e "Curtis Pt. II", onde ele faz zombaria da pessoa e da aparência de 50 Cent, chamando-o de "um gorila com dentes de coelho". Para finalizar, 50 Cent lançou "Hold On" com Young Buck.

### The Game

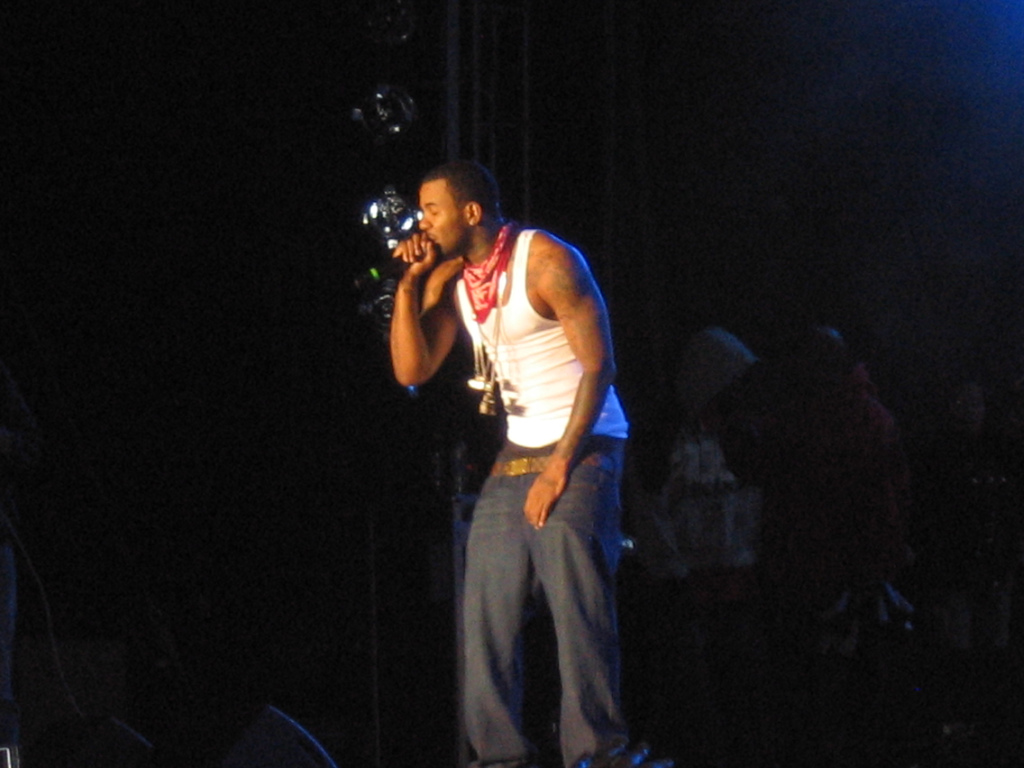
The Game, meses após sair do G-Unit.

50 Cent começou uma rivalidade com o rapper The Game - com quem ele trabalhava junto - após o lançamento do álbum The Documentary. 50 Cent achou que Game foi desleal, pois ele não participava das brigas do G-Unit com outros rappers, e ainda queria trabalhar com os inimigos do grupo. Ele também alegou que escreveu seis das dezoito músicas e não recebeu o devido crédito, afirmação negada por Game.
Mais tarde, 50 Cent demitiu Game do G-Unit ao vivo na emissora de rádio Hot 97. Após este anúncio, Game, que havia sido convidado para entrar em um edifício no início da noite junto com os seus guarda-costas teve a entrada negada. Um dos sócios de Game acabou sendo baleado na perna durante um confronto com um grupo de homens que estava saindo do prédio. Quando a situação se aliviou, ambos os rappers convocaram uma conferência de imprensa para anunciar a sua reconciliação. Os fãs desconfiaram se isto não era apenas mais uma jogada de marketing para impulsionar o lançamento dos álbuns dos dois músicos. Mesmo após a situação ser praticamente esquecida, o G-Unit criticou as atitudes de Game e anunciou que não iria mais participar nos próximos álbuns que ele lançasse. Durante uma performance em um evento de hip hop, Game lançou um boicote do G-Unit chamado "G-Unot". Após esta atuação, Game ainda lançou "300 Bars and Runnin'", uma faixa "diss" atacando o G-Unit e membros da Roc-A-Fella Records, em sua mixtape You Know What It Is Vol. 3. 50 Cent respondeu com um videoclipe de "Piggy Bank", onde ele mostra Game como Mr. Potato Head e ironiza outros rivais seus. Desde então, ambos os rappers continuam atacando um ao outro.
The Game lançou outras duas mixtapes ironizando o G-Unit: Ghost Unit e Stop Snitchin, Stop Lyin. 50 Cent postou na capa da mixtape "Hate It or Love It (G-Unit Radio Part 21)" a cabeça de The Game no corpo de um stripper masculino, como resposta a The Game exibir fotos de Jackson vestido de Village People. Apesar de atualmente assinar contrato com a Aftermath Entertainment, The Game saiu da G-Unit Records para entrar na Geffen Records, encerrando todas as suas obrigações contratuais com o G-Unit, apesar de fontes afirmarem que 50 Cent foi pressionado por Dr. Dre para expulsá-lo. Spider Loc, membro do G-Unit, também começou a insultar The Game em diversas canções. Ele respondeu com "240 Bars (Spider Joke)" e "100 Bars (The Funeral)", ambas faixas de ataque. A resposta de Jackson foi "Not Rich, Still Lyin'", onde ele zomba de Game. Lloyd Banks resolveu participar da rivalidade, atacando a The Game em um freestyle rap na televisão; obteve como resposta a faixa "diss" SoundScan, onde é ridicularizado junto com seu álbum, Rotten Apple, o qual havia caído treze posições no Billboard 200 e obteve fraquíssima venda na segunda semana. Banks retrucou com "Showtime (Over The Game)", na mixtape Mo' Money In The Bank Pt. 5: Gang Green Season Continues, onde ele zomba de Game e seus pensamentos suicidas.
Em outubro de 2006, The Game sugeriu à 50 Cent selar as pazes, fato que não obteve resposta. No entanto, alguns dias mais tarde, na emissora de rádio Power 106, ele afirmou que isto valia somente para aquele dia. No próximo álbum de Game, Doctor's Advocate, em algumas faixas ele deixou claro que a disputa com o G-Unit ainda persiste. Em julho de 2009, The Game afirmou que a rivalidade foi encerrada com a ajuda de Michael Jackson e Diddy, e pediu desculpas pelas suas ações durante a briga. Tony Yayo, também membro do G-Unit, disse que nem 50 Cent nem o grupo aceitaria seu pedido. Desde então, The Game continuou com a antiga paródia "G-Unot" nas suas atuações ao vivo. 50 Cent lançou "So Disrespectful" no seu álbum Before I Self Destruct, outra canção no estilo "diss", onde ele ataca Game, Jay-Z e Young Buck.

### Rick Ross
Em janeiro de 2009, Rick Ross iniciou uma rivalidade com 50 Cent, porque este supostamente olhou de forma mal-encarada para ele durante o BET Awards. No entanto, Jackson afirmou que não se lembra de ter visto Ross no evento. No final deste mês, vazou na internet a canção "Mafia Music", de Rick Ross, a qual possuía vários trechos que difamavam 50 Cent. Poucos dias depois, houve a resposta, com a canção "Officer Ricky (Go Head, Try Me)" de Jackson. No dia seguinte, Ross apareceu na rádio Shade 45, do rapper Eminem, e afirmou que em 48 horas apareceria com uma canção melhor.
Antes de ir para a Venezuela, 50 Cent gravou um videoclipe intitulado "Warning Shot", onde ele avisa Ross: "Eu estou fodendo com sua vida só por diversão". Em adição, ele começou a produzir diversos quadrinhos sobre a canção "Officer Ricky". No início de fevereiro, 50 Cent enviou mais um vídeo para o YouTube onde ele entrevista "Tia", a mãe de um dos filhos de Ross. Ela concorda com as palavras de 50 Cent e afirma que "Rick é falso e fraudulento". Em 5 de fevereiro, Game, com quem 50 Cent possui uma longa rivalidade, foi entrevistado na Seattle's KUBE 93 Radio Station. Quando perguntado sobre a briga entre 50 e Ross, ele afirmou que a situação não estava boa para o lado de Rick, mas que estaria disposto a ajudá-lo.
No seu álbum Deeper Than Rap, Rick Ross faz outra referência à Jackson, desta vez na canção "In Cold Blood" e de forma mais pesada. O videoclipe da música retrata um funeral de 50 Cent. Após o lançamento do mesmo, Ross afirmou que acabou com a carreira de seu inimigo. Em uma entrevista, 50 Cent o comparou à Albert do filme CB4. Os dois não fizeram as pazes, mas não houve mais provocações de ambos os lados.

### Outras rivalidades

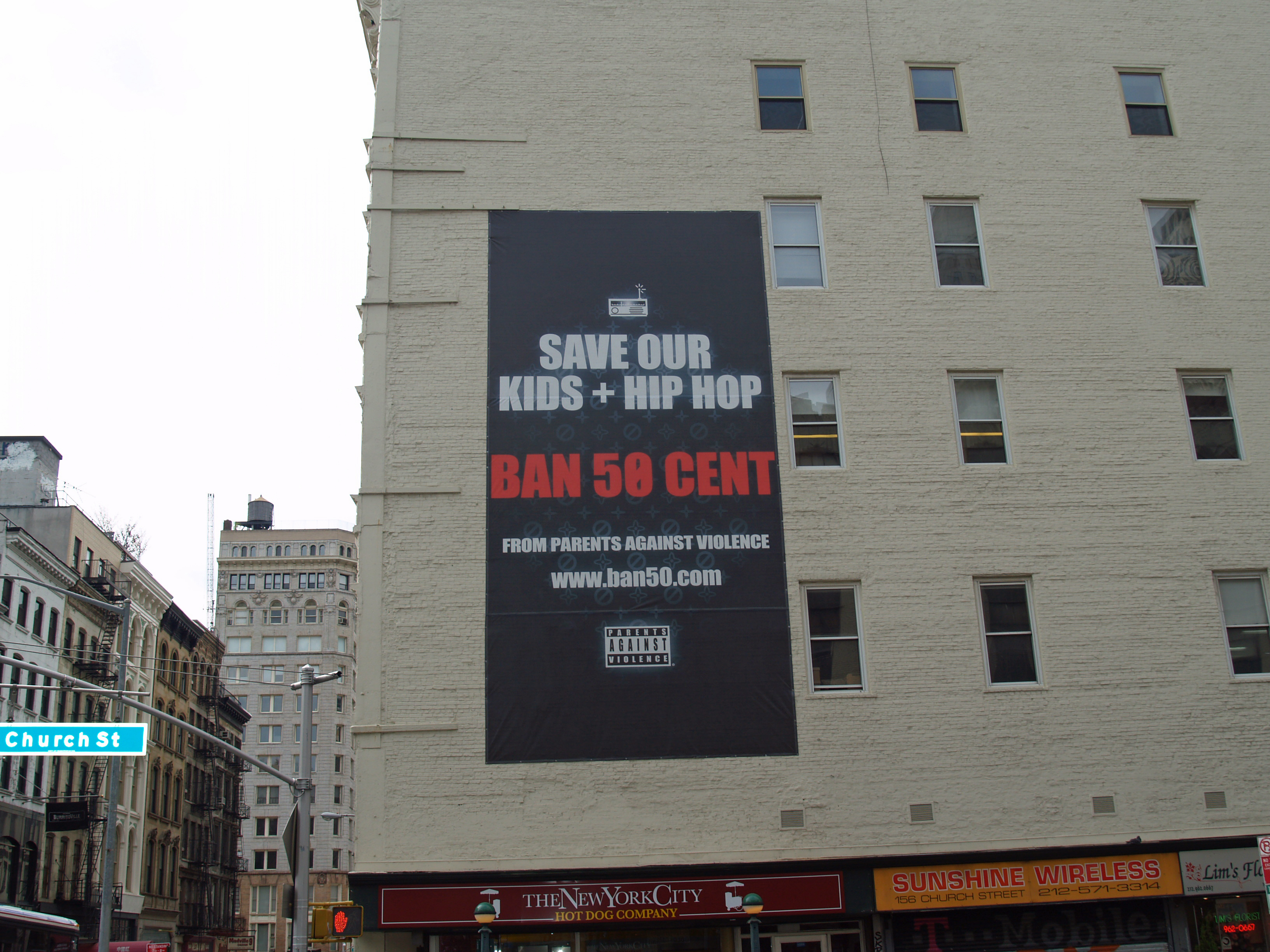
Faixa em protesto à 50 Cent. No centro está escrito "Salve nossas crianças + hip hop. Bana 50 Cent!".

Bang 'Em Smurf e 50 Cent foram amigos muito próximos por bastante tempo. Quando Bang 'Em Smurf foi preso por posse indevida de arma de fogo, ele esperava que 50 Cent fosse pagar fiança para tirá-lo da cadeia, mas ele não foi. Bang teve de vender a casa de sua mãe para poder sair de trás das grades. Quando Smurf foi solto, ele e seu amigo Domination começaram a gravar diversas músicas para insultar 50 Cent. Ele respondeu com "These Niggaz Ain't Hood" e "Don't Go To Sleep."
Depois de ouvir de algumas fontes que Lil' Wayne teria preparado uma música para atacar 50 Cent após este fazer algumas observações fortes sobre a pessoa de Wayne. 50 atacou Wayne pela primeira vez em 17 de agosto de 2007 com a canção "Part Time Lover". Wayne nunca respondeu a esta faixa, apesar de 50 Cent lançar outra faixa neste estilo "diss" sobre Lil, intitulada "Louisianimal", a qual vazou na internet muito mais tarde, em 17 de novembro de 2008. Jackson continuou e lançou em 2009 uma nova música, chamada "Play This On The Radio". A rivalidade entre os dois foi encerrada em 14 de agosto de 2009, após 50 Cent ter participado do Lil Wayne's America's Most Wanted Musical Festival em Anaheim, Califórnia, onde apareceu e cantou diversas músicas.
Após inúmeros boatos de uma "rivalidade" dentro do G-Unit, 50 Cent oficialmente demitiu Young Buck do grupo em 2008. Mas mais tarde, ele declarou que Buck ainda estava em contrato com a gravadora. Posteriormente, várias canções caluniosas surgiram na internet de ambos os rappers, sendo que Young Buck apareceu em um videoclipe com seu ex-rival The Game. Ainda, vazou uma conversa telefônica gravada entre Jackson e Buck, que mostrou dois dos verdadeiros motivos para a expulsão do último: a falta de pagamento do salário de Buck e uma dívida que Jackson mantinha com o rapper do sul. Buck mais tarde afirmou que esta conversa foi gravada um ano antes do seu vazamento. Os dois músicos lançaram uma infinidade de canções atacando o outro, até que em 2009, Buck declarou que está na produção de um novo álbum, o qual será lançado sob o selo G-Unit Records.

### Ação judicial
Em 21 de julho de 2007, 50 Cent entrou com um processo de legal de US$ 1 milhão contra a publicidade da empresa Traffix Inc., de Nova Iorque, alegando que ela usou sua imagem em uma promoção que ameaçava a sua segurança. Ele tomou conhecimento do anúncio na internet após que um dos membros do G-Unit localizou a imagem em um MySpace. De acordo com os documentos judiciais, a imagem apresentava a foto do rapper e a seguinte mensagem: "Atire no rapper e você ganhará $ 5 000 ou cinco toques para celular".
Embora o anúncio não use seu nome, a imagem alegadamente é destinada para ser assemelhada com a sua figura, sugerindo que o próprio 50 Cent aprovou este anúncio. O processo chama de "vil, insípido e desprezível" o modo com que foi utilizada a imagem de 50 Cent, que "literalmente apela na violência com ele". A ação busca punições ainda não especificadas para a empresa e uma injunção permanente com o uso de sua pessoa sem a devida permissão.

## Discografia

### Álbuns de estúdio
- Power of the Dollar (2000)
- Get Rich or Die Tryin' (2003)
- The Massacre (2005)
- Curtis (2007)
- Before I Self Destruct (2009)
- Animal Ambition (2014)

## Filmografia
| Ano  | Filme                            | Papel           | Notas                                                            | Ref     |
| ---- | -------------------------------- | --------------- | ---------------------------------------------------------------- | ------- |
| 2003 | 50 Cent: The New Breed           | Ele mesmo       | Documentário                                                     |         |
| 2005 | The Simpsons                     | Ele mesmo       | Série de TV (um episódio: "Pranksta Rap")                        |         |
| 2005 | Get Rich or Die Tryin'           | Marcus          | Estreia em filme; filme sobre sua biografia                      |         |
| 2005 | 50 Cent: Bulletproof             | Ele mesmo       | Video game, apenas voz                                           |         |
| 2006 | Home of the Brave                | Jamal Aiken     | Papel de apoio                                                   |         |
| 2007 | De La Hoya/Mayweather 24/7       | Ele mesmo       | Série de TV (um episódio: "Episódio #1.1")                       |         |
| 2007 | 6Teen                            | Ele mesmo       | Série de TV (um episódio: Temporada 3, episódio 1: Sweet 6Teen)  |         |
| 2008 | Righteous Kill                   | Spider          | Papel de apoio                                                   |         |
| 2008 | Before I Self Destruct           | Clarence        | Papel de apoio                                                   |         |
| 2008 | 50 Cent: The Money and the Power | Ele mesmo       | Série de TV (um episódio: "Choose Your Crew Wisely")             |         |
| 2009 | 50 Cent: Blood on the Sand       | Ele mesmo       | Video game, apenas voz                                           | [ 171 ] |
| 2009 | Streets of Blood                 | Stan Johnson    | Completado                                                       |         |
| 2009 | Entourage                        | Ele mesmo       | Série de TV (um episódio: "One Car, Two Car, Red Car, Blue Car") |         |
| 2009 | Call of Duty: Modern Warfare 2   | Soldier         | Video game, apenas voz                                           | [ 172 ] |
| 2009 | Dead Man Running                 | Thigo           | Pós-produção                                                     |         |
| 2009 | Caught in the Crossfire          | Tino            | Pós-produção, produtor executivo                                 |         |
| 2010 | 13                               | Jimmy           | Pós-produção                                                     |         |
| 2010 | The Dance                        | Não anunciado   | Pré-produção                                                     | [ 173 ] |
| 2010 | Love Me, Love Me Not             | Ele mesmo       | Pré-produção                                                     | [ 174 ] |
| 2010 | The Ski Mask Way                 | Seven           | Pré-produção                                                     |         |
| 2010 | Twelve                           | Lionel          | Pós-produção                                                     |         |
| 2010 | Morning Glory                    | Ele mesmo       | Em produção                                                      |         |
| 2011 | Gun                              | Rich            | Completado                                                       |         |
| 2011 | Blood Out                        | Hardwick        | Pós-produção                                                     |         |
| 2011 | Vengeance                        | Ele mesmo       | Pós-produção                                                     |         |
| 2011 | Set up                           | Sonny           | Pós-produção                                                     |         |
| 2011 | All Things Fall Apart            | Deon            | Completado                                                       |         |
| 2012 | Freelancers                      | Jonas Maldonado | Pós-produção                                                     |         |
| 2013 | Escape Plan                      | Hush            | Em Produção                                                      | [ 175 ] |
| 2014 | Power                            | Kanan           | Série de tv                                                      | .       |
| 2015 | Spy                              | Ele mesmo       | Filme                                                            | [ 177 ] |
| 2015 | Southpaw                         | Jordan Mains    | Completado                                                       |         |
| 2016 | The Pursuit                      | ?               | Completado                                                       | [ 178 ] |
| 2018 | Escape Plan 2: Hades             | Hush            | Completado                                                       |         |
| 2019 | Escape Plan 3 - The Extractors   | Hush            | Completado                                                       |         |
| 2025 | Skillhouse                       | Ele mesmo       | Completado                                                       |         |